# Chad & Jeremy
Chad & Jeremy è stato un duo folk rock inglese composto da Chad Stuart e Jeremy Clyde, che può essere ricondotto al filone della British invasion.. Formatosi nel 1960, il gruppo è stato attivo fino al 1968, poi si è ricomposto nel 1983 suonando fino al 1987, per poi ricostituirsi nuovamente nel 2003 interrompendo definitivamente l'attività nel 2020, anno della scomparsa di Chad Stuart.
Tra i loro brani più conosciuti vi sono Yesterday's Gone (1963), A Summer Song (1964) e Before and After (1965).
Nel 1966 parteciparono al Festival di Sanremo, interpretando, in abbinamento con Sergio Endrigo, il brano Adesso sì, che si classifica al nono posto.

## Discografia
- 1964 – Yesterday's Gone
- 1965 – Sing for You
- 1965 – Before and After
- 1965 – I Don't Want to Lose You Baby
- 1966 – Distant Shores
- 1967 – Of Cabbages and Kings
- 1968 – The Ark
- 1969 – Three in the Attic
- 1983 – Chad Stuart & Jeremy Clyde
- 2008 – Ark-eology
- 2010 – Fifty Years On